# Dōgaku-ji
Le Dōgaku-ji (童学寺) est un temple de l'école Zentsū-ji du Bouddhisme Shingon, situé dans le bourg d'Ishii, préfecture de Tokushima, au Japon. La statue en bois de Yakushi Nyorai assis datant de l'époque de Heian est classée bien culturel important du Japon,. Le temple est le deuxième des vingt Bangai du pèlerinage Shikoku,.